# Lunca Zaicii, Caraș-Severin
Lunca Zaicii este un sat în comuna Cornereva din județul Caraș-Severin, Banat, România.